# Selenicereus validus
Selenicereus validus, és un espermatòfit que pertany a la família de les Cactaceae. Va ser descrit per Salvador Arias Montes i Ulisses Guzmán el 1995.
És cactus perenne carnosa expansiva amb tiges armades d'espines, de color verd i amb les flors de color blang-groguenc. Sol florir les nits de primavera, d'on ve el seu nom popular en castellà pitayita nocturna. Creix al bosc sec subtropical. Creix al damunt de les roques, a les escletxes de les roques i a les zones rocoses. S'assembla a Selenicereus grandiflora, per en difereix per nombroses costelles i espines.
És una espècie comuna que creix als estats de Jalisco i Michoacán a Mèxic on creix a altituds d'uns 600 m. No s'ha identificat cap risc particular. Es comercialitza i es apreciat per col·leccionistes.